# 莫妮克·加布雷希特-恩费尔特
莫妮克·加布雷希特-恩费尔特（德語：Monique Garbrecht-Enfeldt，1968年12月11日—），德国女子速度滑冰运动员。她曾代表德国参加1992年、1994年、1998年和2002年冬季奥林匹克运动会速度滑冰比赛，获得一枚银牌和一枚铜牌。